# Africada palatal sonora
A africada palatal sonora é um tipo de som consonantal, usado em algumas línguas faladas. Os símbolos no Alfabeto Fonético Internacional que representam este som são ⟨ɟ͡ʝ⟩ e ⟨ɟ͜ʝ⟩, e o símbolo X-SAMPA equivalente é J\_j\. A barra de ligação pode ser omitida, resultando em ⟨ɟʝ⟩ no IPA e J\j\ no X-SAMPA. 
Este som é o equivalente não sibilante da africada alvéolo-palatal sonora. O fonema ocorre em idiomas como o húngaro e o Skolt Sami, entre outros. A africada palatal sonora é bastante rara; está principalmente ausente da Europa como fonema (ocorre como um alofone na maioria dos dialetos espanhóis), com as línguas Urálicas mencionadas acima e o albanês sendo exceções. Geralmente ocorre com sua contraparte surda, a africada palatal surda.

## Características
- Sua forma de articulação é africada, o que significa que é produzida primeiro interrompendo totalmente o fluxo de ar, depois permitindo o fluxo de ar através de um canal restrito no local de articulação, causando turbulência.
- Não é uma sibilante.
- Seu local de articulação é palatino, o que significa que é articulado com a parte média ou posterior da língua elevada ao palato duro.
- Sua fonação é sonora, o que significa que as cordas vocais vibram durante a articulação.
- É uma consoante oral, o que significa que o ar só pode escapar pela boca.
- É uma consoante central, o que significa que é produzida direcionando o fluxo de ar ao longo do centro da língua, em vez de para os lados.
- O mecanismo da corrente de ar é pulmonar, o que significa que é articulado empurrando o ar apenas com os pulmões e o diafragma, como na maioria dos sons.

## Ocorrência
| Língua        | Língua                        | Palavra   | AFI          | Significado | Notas |
| ------------- | ----------------------------- | --------- | ------------ | ----------- | --- |
| Albanês       | Vários dialetos               | gjë       | [ɟ͡ʝə]        | Coisa       | |
| Asturiano     | Asturiano ocidental           | muyyer    | [muˈɟ͡ʝeɾ]    | Mulher      | Evolução alternativa de - lj-, - c'l -, pl -, cl - e fl - na área de Brañas Vaqueiras, nas Astúrias Ocidentais. Pode ser também realizado como [c] ou [c͡ç]. |
| Húngaro       | Húngaro                       | gyár      | [ɟ͡ʝaːr]      | Fábrica     | |
| Norueguês     | Dialetos orientais e centrais | leggja    | [leɟ͡ja]      | Colocar     | |
| Lapão escolto | Lapão escolto                 | vuõˊlǧǧem | [vʲuɘlɟ͡ʝːɛm] | Eu saio     | |
| Espanhol      | Castelhano                    | yate      | [ˈɟ͡jate̞]     | Iate        | Ocorre apenas no início. Com variação livre com a fricativa/aproximante /ʝ/ em outro lugar.                                                                 |